# Rohan Ince
Rohan Greg Ince, más conocido como Rohan Ince (Londres, Inglaterra, 8 de noviembre de 1992), es un futbolista inglés, aunque nacionalizado jamaicano. Se desempeña como defensa central o centrocampista defensivo.
Rohan es el sobrino del exfutbolista Eric Young, quien militó en el Crystal Palace. Además su primo segundo, Tom Ince, juega como centrocampista en el Hull City. Por su forma de juego, ha sido comparado con John Obi Mikel.

## Trayectoria
Rohan ha sido parte del Chelsea desde los 7 años de edad. Su debut con el equipo Sub-16 fue a los 13 años de edad, en donde rápidamente formó una fuerte alianza defensiva con Daniel Pappoe, aunque también llegó a desempeñarse en el mediocampo junto a Jack Saville. En la temporada 2008-09, Rohan disputó 16 partidos como titular con el equipo juvenil en la FA Youth Cup, aun siendo jugador de la academia.
En la temporada 2009-10, siendo ya titular indiscutible en el equipo juvenil, Rohan sufrió una lesión en la rodilla que lo dejó fuera de acción por 6 meses. Su lugar fue ocupado por Kenny Strickland, aunque su estilo único de juego quedó vacante. Rohan regresó a las canchas en febrero de 2010, pero tomó bastante tiempo para que recuperara el nivel que lo caracterizaba.
El 23 de julio de 2010, durante la pretemporada del Chelsea, Rohan debutó con el primer equipo ante el Ajax Ámsterdam, entrando de cambio al minuto 64 por Patrick van Aanholt. En ese partido, el Ajax se impuso por 3-1.
En septiembre de 2010, Rohan fue inscrito en la Lista B de la plantilla que disputó la Liga de Campeones, utilizando el dorsal #51.

## Clubes
| Club                   | País       | Año       |
| ---------------------- | ---------- | --------- |
| Chelsea                | Inglaterra | 2012-2013 |
| Yeovil Town (cedido)   | Inglaterra | 2012      |
| Brighton & Hove Albion | Inglaterra | 2013-2018 |
| Fulham (cedido)        | Inglaterra | 2016      |
| Swindon Town (cedido)  | Inglaterra | 2017      |
| Bury (cedido)          | Inglaterra | 2017-2018 |
| Cheltenham Town        | Inglaterra | 2019-2020 |